# Martin Stöckling

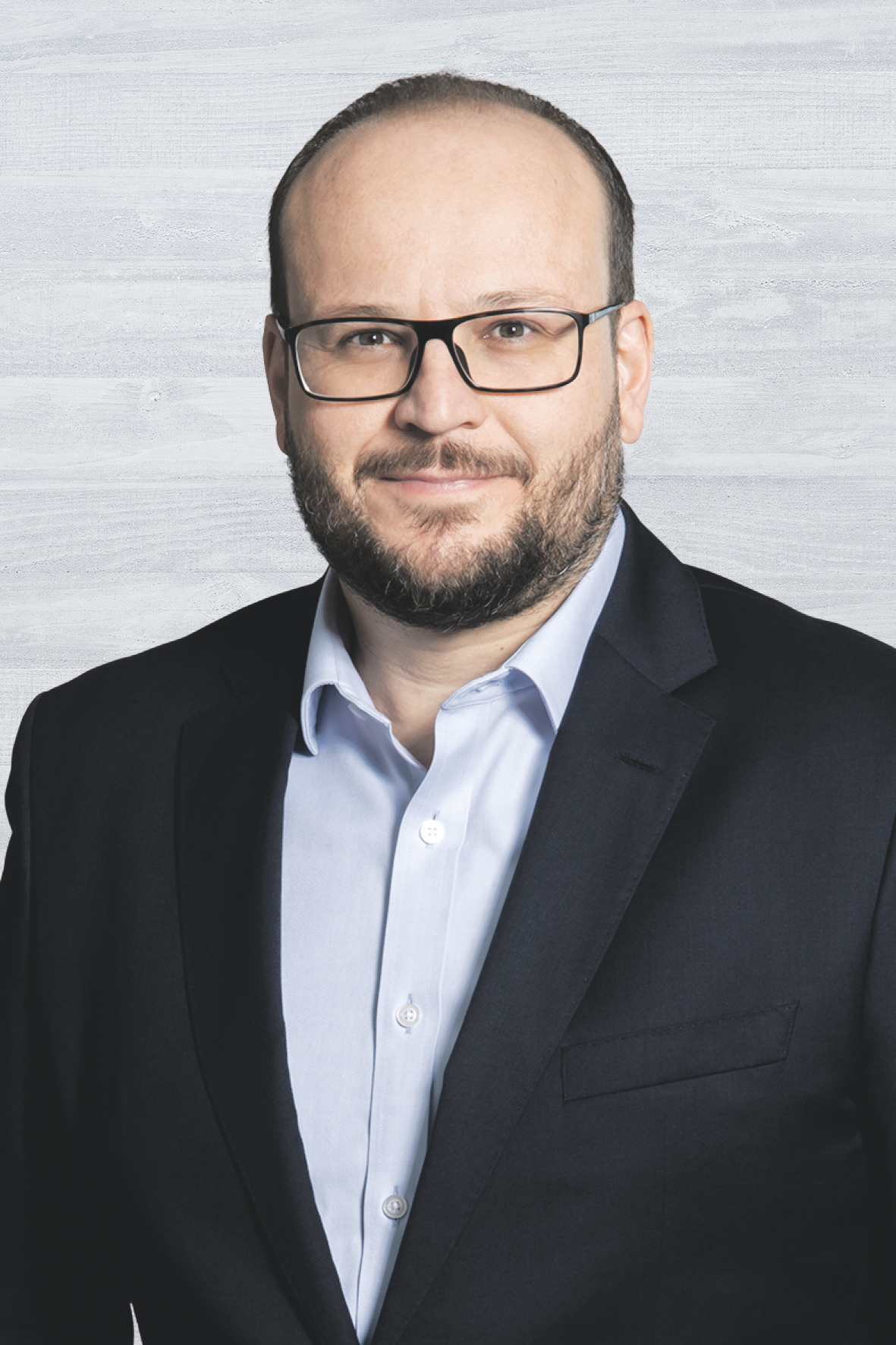
Martin Stöckling (2017)

Martin Stöckling (* 30. Oktober 1974 in Rapperswil-Jona) ist ein schweizerischer Politiker (FDP). Er war von 2017 bis 2024 Stadtpräsident von Rapperswil-Jona im Vollamt. Im November 2024 unterlag er im zweiten Wahlgang der parteilosen Barbara Dillier. Seit Februar 2019 vertritt er den Wahlkreis See-Gaster im Kantonsrat des Kantons St. Gallen.

## Leben und Engagement
Martin Stöckling studierte von 1996 bis 2000 an der Universität Freiburg im Üechtland Rechtswissenschaften und erlangte 2002 das Anwaltspatent im Kanton St. Gallen. Danach stellte sich Martin Stöckling mehrere Jahre in den Dienst der Bühler AG. Von 2017 bis 2024 war Martin Stöckling im Vollamt Stadtpräsident von Rapperswil-Jona.
Martin Stöckling ist Verwaltungsratsmitglied der Elektrizitätswerke Jona-Rapperswil, Mitglied des Metropolitanrats (das Leitungsgremium des Vereins Metropolitanraum Zürich) und Präsident des Vereins Agglo Obersee. 
Martin Stöckling verfügt über den militärischen Grad des Oberstleutnants der Schweizer Armee. Er ist momentan Ausbildungsoffizier zur Verfügung Oberauditorat. Davor war er unter anderem Auditor, Untersuchungsrichter und Gerichtsschreiber beim Militärgericht 6 der Schweizer Armee.
Martin Stöckling ist verheiratet und Vater von zwei Kindern.